# Salix liouana
Salix liouana är en videväxtart som beskrevs av C. Wang och Chang Y. Yang. Salix liouana ingår i släktet viden, och familjen videväxter. Inga underarter finns listade i Catalogue of Life.